# Mounir El Motassadeq
Mounir el-Motassadeq  (en árabe: منير المتصدق; nacido el 3 de abril de 1974) fue un terrorista de origen marroquí condenado en Alemania por el Alto Tribunal Hanseático (Hamburgo) por pertenecer a Al Qaeda y por asistir a algunos de los secuestradores en los atentados del 11 de septiembre de 2001. Inicialmente fue declarado culpable de estar involucrado activamente en los atentados, pero dicha sentencia fue anulada por el tribunal de apelaciones, para luego ser sustituida por la sentencia final por el Alto Tribunal, el cual el 8 de enero de 2007 le condenó a 15 años de prisión por 246 cargos de complicidad en los asesinatos con el agravante de pertenencia a una organización terrorista. El 15 de octubre de 2018, el-Motassadeq fue deportado a Marruecos después de cumplir su condena.

## Biografía
Mounir el-Motassadeq llegó a Alemania en 1993, estableciéndose en 1995 en Hamburgo, donde estudió ingeniería eléctrica en la Universidad Técnica de Hamburgo. Poco se sabe de sus actividades en este momento, pero compartió un piso vinculado con la Célula de Hamburgo, propiedad de Mohamed Atta, con varios inquilinos, cuatro de los cuales serían más tarde acusados por las autoridades estadounidenses y alemanas de dirigir y liderar los atentados del 11 de septiembre.
El 22 de mayo de 2000, el-Motassadeq voló a Estambul, y de allí a Afganistán, de donde tras una corta estancia regresó a Alemania. Cuando los cuatro líderes del 11/9 volaron a Afganistán para entrenar, el-Motassadeq permaneció en Hamburgo. La policía alemana logró interceptarlo, pero en principio no descubrió ninguna información incriminatoria. Proclamando su inocencia, el-Motassadeq afirmó que «nunca hubo una célula terrorista en Hamburgo».